# Afroapoderus patricius
Afroapoderus patricius es una especie de coleóptero de la familia Attelabidae.

## Distribución geográfica
Habita en Gabón.